# Тінатін Гурієлі

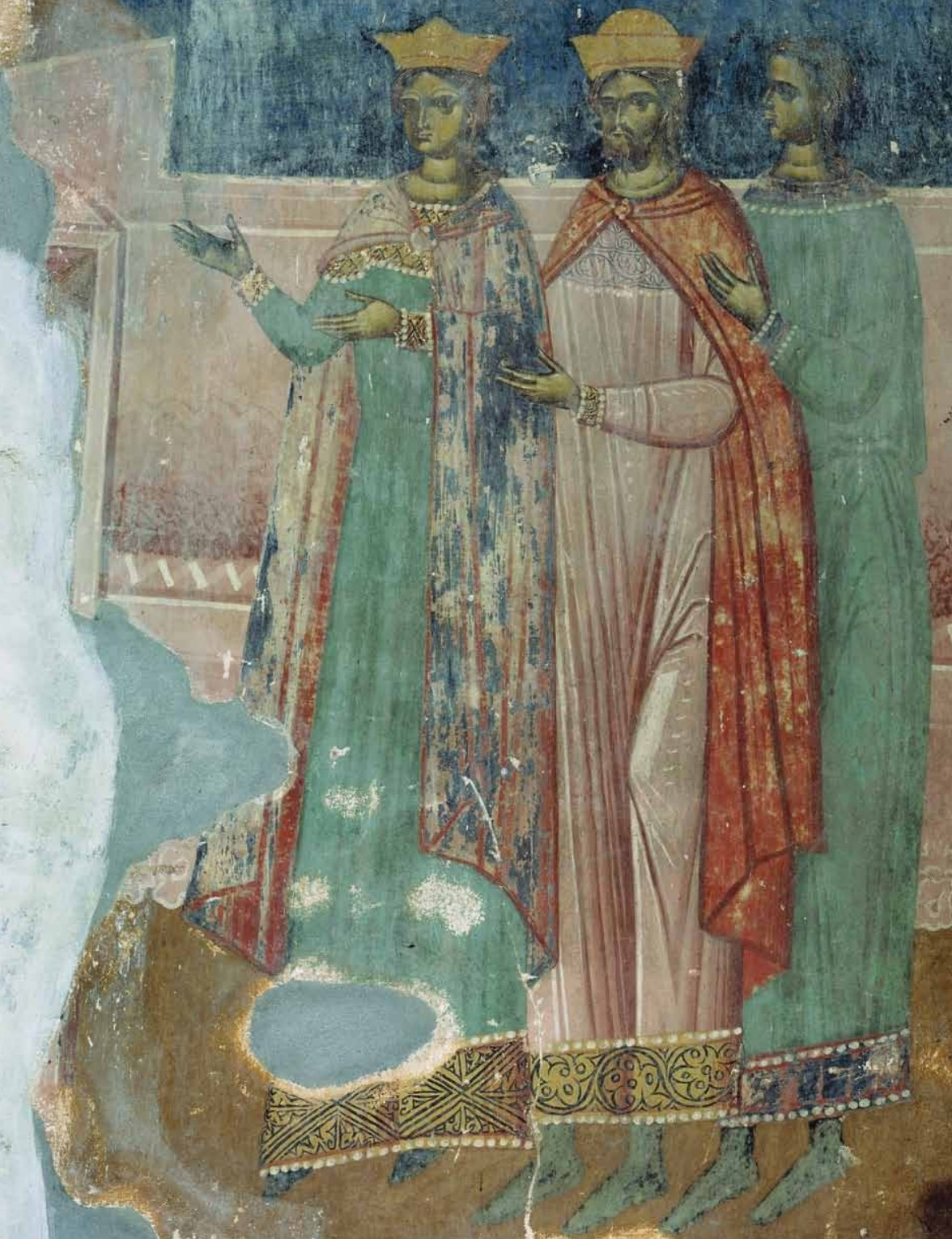
Цар Леван і цариця Софія. Фреска XVI століття з монастиря Нова Шуамта

Тінатін Гурієлі (груз. თინათინ გურიელი; пом.. 1591) — перша дружина Левана, царя Кахетії (Східна Грузія), цариця-консорт. Будучи дочкою Мамії I Гуріелі, князя Гурії, вона одружилася з Леваном близько 1520 року і народила щонайменше двох синів, у тому числі майбутнього Олександра II, царя Кахеті. Тінатін розлучилася з Леваном за власною ініціативою і пішла в монастир Шуамта, який побудувала в Кахетії.

## Походження та шлюб
Походила з сім'ї Гурієлі, однієї з найвпливовіших у західній Грузії, яка мала шлюбні зв'язки з трапезундською династії Комнінів, Софія була дочкою Мамія I, князя Гурії. У неї були старша сестра Хорашан та брат Ростом, згодом наступник Мамія I на троні правителя Гурії. Близько 1520 року цар Грузії Леван, який нещодавно позбавив державу свого батька в східній Грузії від окупації його силами двоюрідного брата Давида X, царя Картлі, а потім був обложений військом Давида X у фортеці Маграні, таємно направив емісарів до Мамії I з проханням надіслати військову допомогу, а також свою дочку як наречену, щоб зміцнити союз.
Князь Гурії погодився на обидві пропозиції. Левану вдалося перемогти переважаючі сили Давида X за допомогою своєї власної армії в Магаро в 1520 році, в той час як Мамія I переможно просувався в Картлі. Зрештою три правителі зустрілися для переговорів у Мухрані, і Мамія I переконав Давида X і Левана укласти мир. Після цього Леван направив своїх людей, щоб ті забрали його наречену з Гурії.
За інформацією автора грузинської хроніки XVIII століття, князя Вахушти Багратіоні, Тінатін приснився сон, який пророкував, що знатна людина візьме її в дружини, і вона побачить на шляху до будинку нареченого біле кизилове дерево на пагорбі, де їй було наказано побудувати монастир в честь Богородиці. Одного разу, перебуваючи в Кахетії, Тінатін побачила кизил зі свого сну у Шуамте і присягнулася побудувати там монастир, після чого вирушила святкувати своє весілля з царем Леваном в Гремі.
У цьому шлюбі було щонайменше два сини — Олександр і Ієсе. Тінатін також могла бути матір'ю двох інших синів Левана: Георгія і Ніколоза, майбутнього католікоса Грузинської православної церкви.

## Розлучення і подальше життя

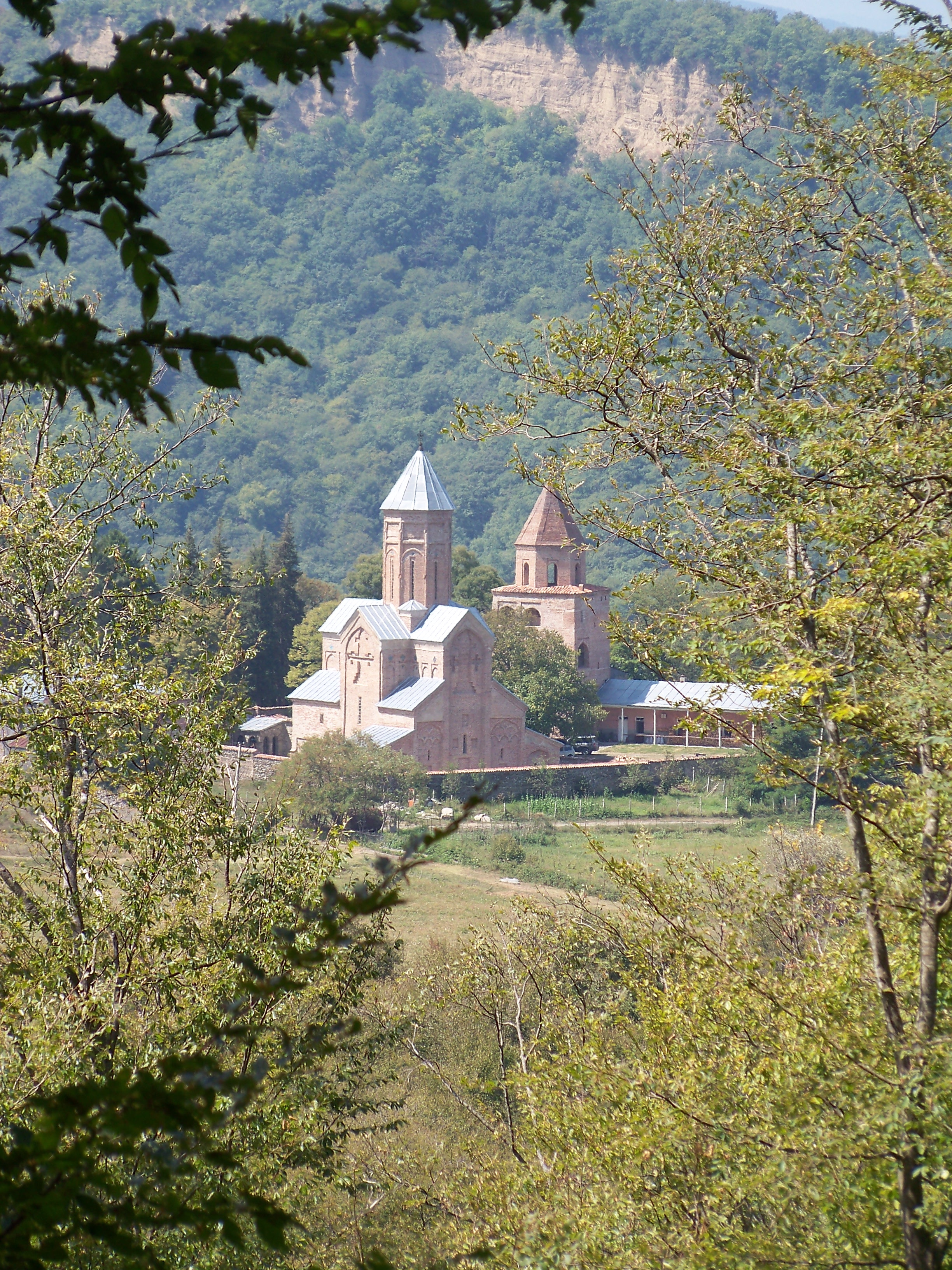
Монастир Нова Шуамта

Леван був, за висловом грузинських літописів, «любителем блуду і розпусти». Його піддані, яким правління Левана принесло відносний мир і процвітання, були схильні не помічати його слабкостей. Проте Тінатін не бажала терпіти такого. В 1529 році вона подала прохання про розлучення і отримала його.
Цариця пішла в монастир Шуамта, побудований за її наказом і на кошти з її посагу. Монастир став відомий як Нова Шуамта, на відміну від Старої Шуамти, розташованої неподалік середньовічної обителі, яка була занедбана в часи Тінатін. Монастир, який побудувала цариця, функціонує і в XXI столітті (в радянський період він був закритий).
Після розлучення Леван одружився з дочкою шамхала Тарки. Розгніваний рішенням Тінатін він ще більше віддалився від її дітей і віддавав перевагу своєму нащадкові від другого шлюбу, що призвело до внутрішньородинної ворожнечі після його смерті в 1574 році. Його син від Тінатін, Олександр II, зрештою вийшов з неї переможцем. Тінатін продовжувала жити в монастирі Шуамта до самої своєї смерті в 1591 році. Її поховали в цьому монастирі, вдалині від колишнього чоловіка, як вона і просила.

## Герб

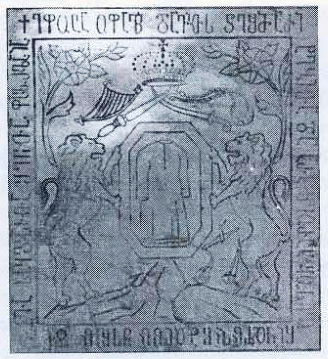
Герб на могильному камені Тінатін в Шуамті

На надгробному камені Тінатін в церкві Нової Шуамти вирізаний геральдичний малюнок — найбільш раннє збережене зображення герба династії Багратіонів, до якої належав її чоловік.
Герб складається з прямокутного геральдичного щита, який містить менший восьмикутний щит (ескутаж), з поміщеним до нього зображенням безшовного хітона Ісуса, священної реліквії Грузинської православної церкви. Геральдичний щит підтримується двома здибленими левами і увінчаний царською короною, під якою схрещені царський скіпетр і меч. Арфа і праща у верхній лівій і правій частинах щита, відповідно, є відсиланням на затвердження Багратіонів про своє походження від біблійного царя Давида. Ваги у лівій нижній чверті символізують справедливість Соломона, сина Давида. Деталь в правій нижній чверті погано проглядається, але вона могла являти собою королівську кулю. Навколо цього герба поміщено напис середньовічним грузинським шрифтом асомтаврулі: "Клявся Господь Давидові в істині, і не зречеться її: «плід лона твого посаджу на престолі твоєму» (Псалом 131) і «хітон був не зшитий, а весь тканий зверху» (Іоанн 19.23).